# Josef Mayr (Politiker, 1950)
Josef Mayr  (* 8. März 1950 in St. Johann im Pongau) ist ein ehemaliger österreichischer Politiker (SPÖ) und Optikermeister. Er war von 1986 bis 2004 Abgeordneter zum Salzburger Landtag. 

## Ausbildung und Beruf
Mayr wurde in St. Johann im Pongau geboren und besuchte von 1956 bis 1960 die Volksschule in Pfarrwerfen. Er wechselte danach 1960 zum Schulbesuch an die Hauptschule in Bischofshofen, die er bis 1964 absolvierte. Im Jahr 1964 begann er im Anschluss eine Lehre als Optiker in St. Johann im Pongau, wobei er 1974 auch die Meisterprüfung ablegte. Danach war er von 1974 bis 1986 als Geschäftsführer der Firma Optik Klecker in St. Johann im Pongau beschäftigt. Im Jahr 1986 machte sich Josef Mayr als Optikermeister in St. Johann im Pongau im Pongau selbständig, wobei er in der Folge auch einen Filialbetrieb seines Optikerbetriebes in Schwarzach eröffnete.

## Politik und Funktionen
Josef Mayr trat 1974 der Sozialistischen Partei bei und wirkte von 1978 bis 2004 innerparteilich als Ortsparteivorsitzender der SPÖ Pfarrwerfen. Nach seinem Rücktritt als Vorsitzender der Ortspartei wurde er 2005 zum Ehrenvorsitzenden der SPÖ-Pfarrwerfen ernannt. Er war lokalpolitisch auch in der Gemeindepolitik aktiv und gehörte von 1979 bis 2004 als Mitglied der Gemeindevertretung von Pfarrwerfen an. Auf Bezirksebene fungierte er von 1996 bis 2003 als Bezirksparteivorsitzender der SPÖ Pongau, auf Landesebene wirkte er von 1997 bis 2001 als stellvertretender Landesparteivorsitzender der SPÖ Salzburg. Mayr war vom 22. Oktober 1986 bis zum 27. April 2004 Abgeordneter zum Salzburger Landtag, zudem hatte er im SPÖ-Landtagsklub zwischen 1999 und 2004 die Funktion des stellvertretenden Klubvorsitzenden inne.
Mayr engagierte sich auch in der Berufsvertretung und dem Sozialdemokratischen Wirtschaftsverband, wo er Sektionsobmann des Gewerbes sowie ab 2005 stellvertretender Landespräsident des Freien Wirtschaftsverbandes in Salzburg war. Er war des Weiteren ab 1990 als Ausschussmitglied der Optikerinnung aktiv und war ab 2005 stellvertretender Innungsmeister der Augenoptiker und Hörgeräteakustiker in der Wirtschaftskammer Salzburg. Ab 1994 war er zudem Laienrichter beim Arbeitsgericht Salzburg.

## Auszeichnungen
- Silbernes Ehrenzeichen des Landes Salzburg (2004)
- Ehrenring der Gemeinde Pfarrwerfen (2004)
- Ernennung zum Kommerzialrat (2007)